# Мадона дела Стела (Перуђа)
Мадона дела Стела је насеље у Италији у округу Перуђа, региону Умбрија.
Према процени из 2011. у насељу је живело 96 становника. Насеље се налази на надморској висини од 223 м.